# Taraf de Haïdouks

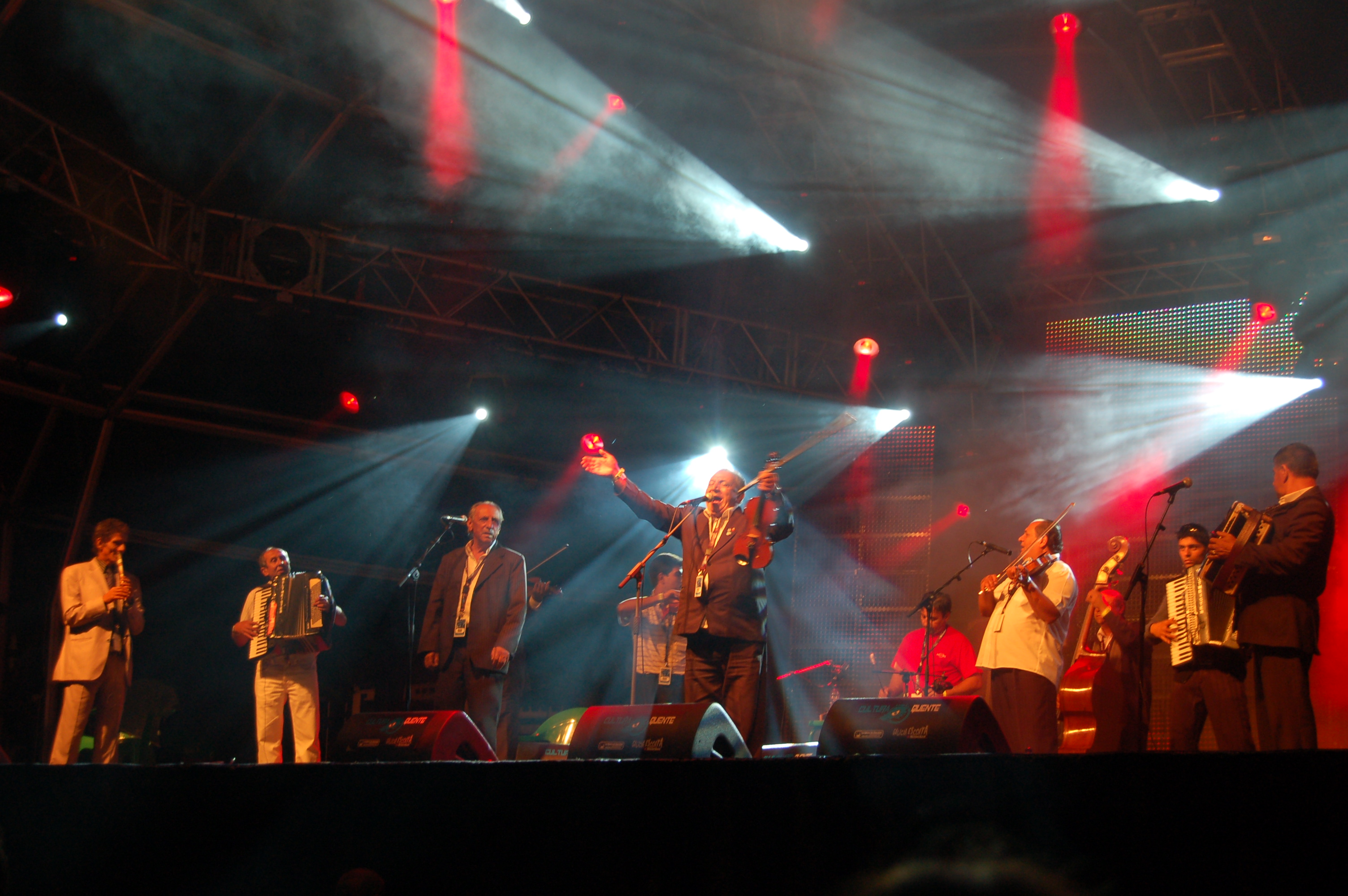

Taraf de Haïdouks är en rumänskt musikgrupp som bildades 1989. I Rumänien är de mer kända som Taraf Haiducilor vilket betyder band, trupp av rumänska spelmän. Från början bestod gruppen av 12 musiker men är numera uppemot 30.
Gruppen släppte sit första album 1991. Det senaste albumet heter Maskarada.